# Зоден-Фраунхофен, Йозеф фон
Йозеф Мария Антон Людвиг Карл Феликс Граф фон Зо́ден-Фра́унхофен (нем. Josef Maria Anton Ludwig Karl Felix Graf von Soden-Fraunhofen; 30 мая 1883, Нойфраунхофен — 9 марта 1972, Гаутинг) — баварский дворянин, юрист, дипломат и политик. В 1923—1933 годах возглавлял кабинет министров кронпринца Рупрехта Баварского.

## Биография
Отец Йозефа фон Зоден-Фраунхофена Максимилиан занимал должность камергера и имперского советника баварского двора. 1 октября 1901 года Йозеф фон Зоден-Фраунхофен поступил вольноопределяющимся на военную службу в 1-й полк полевой артиллерии. Впоследствии изучал юриспруденцию в Мюнхене и Гренобле. В 1911 году некоторое время служил в баварском государственном министерстве внутренних дел, затем на должности секретаря миссии баварского посольства работал в Берлине. В Первую мировую войну служил ординарцем во 2-й баварской пехотной бригаде. После ранения Зоден 25 октября 1915 года был демобилизован и направлен на работу в баварское посольство в Берлине. 5 октября 1917 года Зоден был назначен королевским камергером. В январе 1918 года Зоден сопровождал графа Клеменса фон Подевильс-Дюрница на мирные переговоры в Брест-Литовский.
1 января 1919 года граф Зоден-Фраунхофен был назначен асессором правительства в баварском министерстве внутренних дел. После учреждения Баварской Советской Республики Зоден вместе с правительством Гофмана выехал в Бамберг, где возглавил отделение полиции. Вернувшись в Мюнхен, Зоден возглавил полицию Северной Баварии, распущенной в октябре 1921 года. К этому времени Зоден уже сблизился с кронпринцем и был назначен политическим референтом Отто Питтингера в Союзе Баварии и империи, а в 1923 году возглавил кабинет кронпринца. В этой должности Зоден вёл корреспонденцию кронпринца и стремился восстановить монархию в Баварии, для чего установил контакты с кардиналом Михаэлем фон Фаульхабером, Освальдом Шпенглером и Эрнстом Рёмом. Зоден безуспешно пытался укрепить монархическое движение через основанный в 1925 году союз «Баварская верность».
В 1929 году Зоден вступил в ставший публичным конфликт с Адольфом Гитлером, который пытался заставить кронпринца Рупрехта и его кабинет высказаться по поводу референдума 1929 года. При национал-социалистах Зоден отстранился от общественной жизни и проживал в Мюнхене. Он считал, что находится под протекцией Рудольфа Гесса. Во время Пивного путча Зоден в составе баварского правительства принимал участие в торжественном собрании в «Бюргербройкеллере» 8 ноября 1923 года и вместе с другими известными лицами оказался в заложниках у Рудольфа Гесса.